# Pseudozonaria annettae
Pseudozonaria annettae – gatunek porcelanki. Osiąga od 18 do 55 mm. Jest dość rzadką porcelanką amerykańską.

## Występowanie
Pseudozonaria annettae zamieszkuje nieduży obszar od Zatoki Kalifornijskiej po wody zachodniego Meksyku. Niekiedy bywa spotykana u wybrzeży Peru.